# Sarcofago di Alessandro

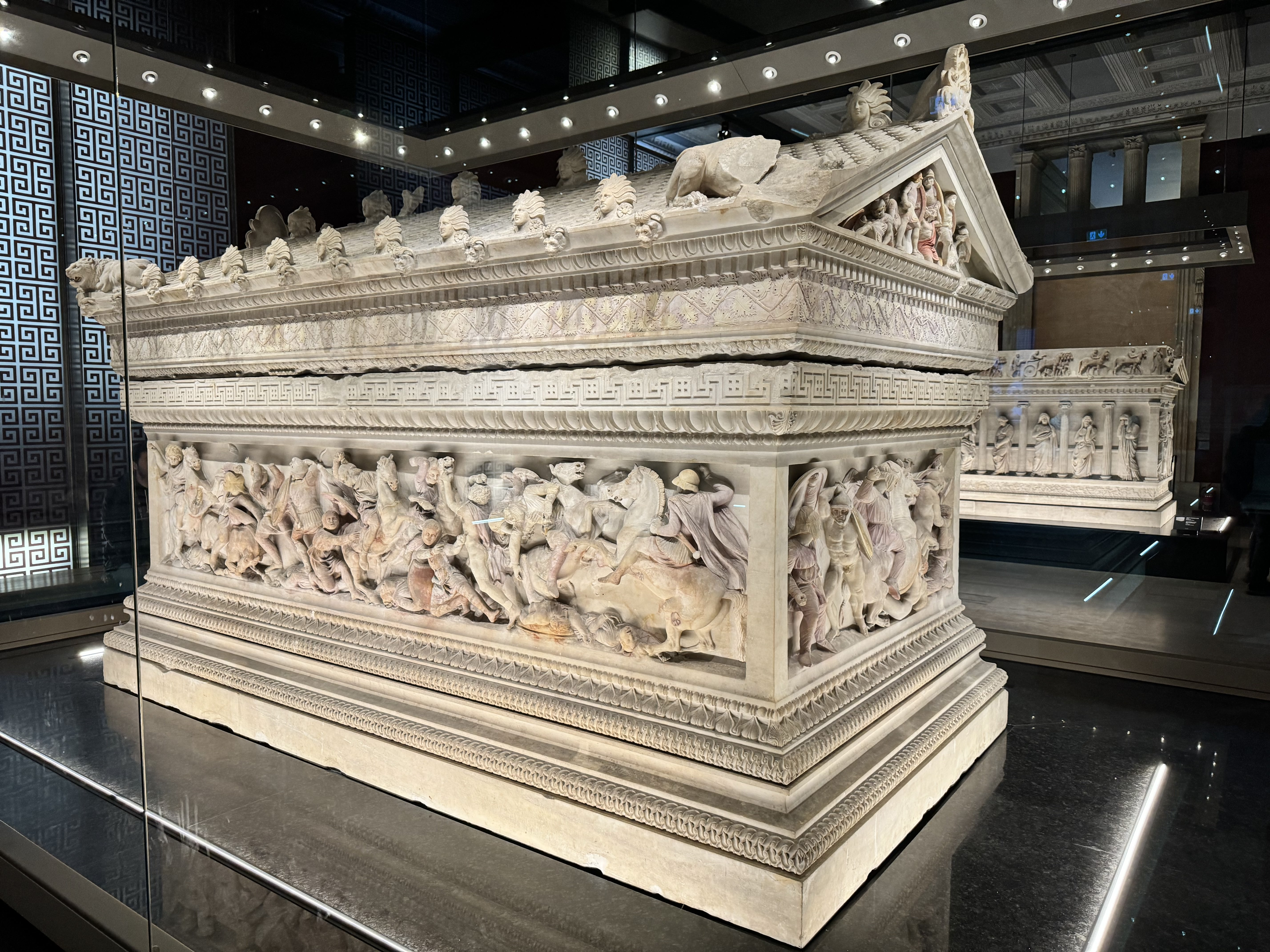
Il sarcofago di Alessandro.

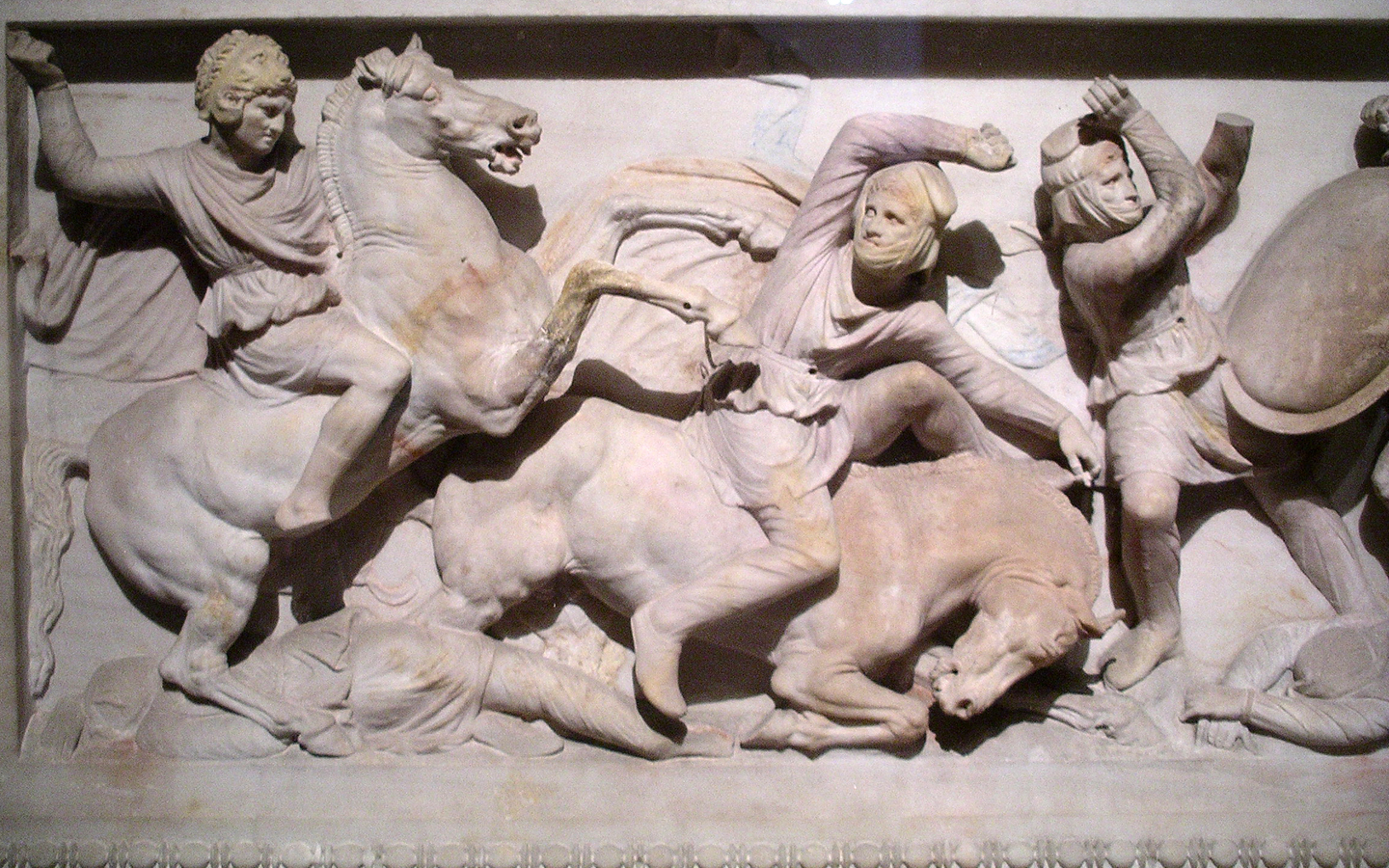
Una raffigurazione di uno dei lati lunghi del sarcofago: Alessandro sconfigge i Persiani.

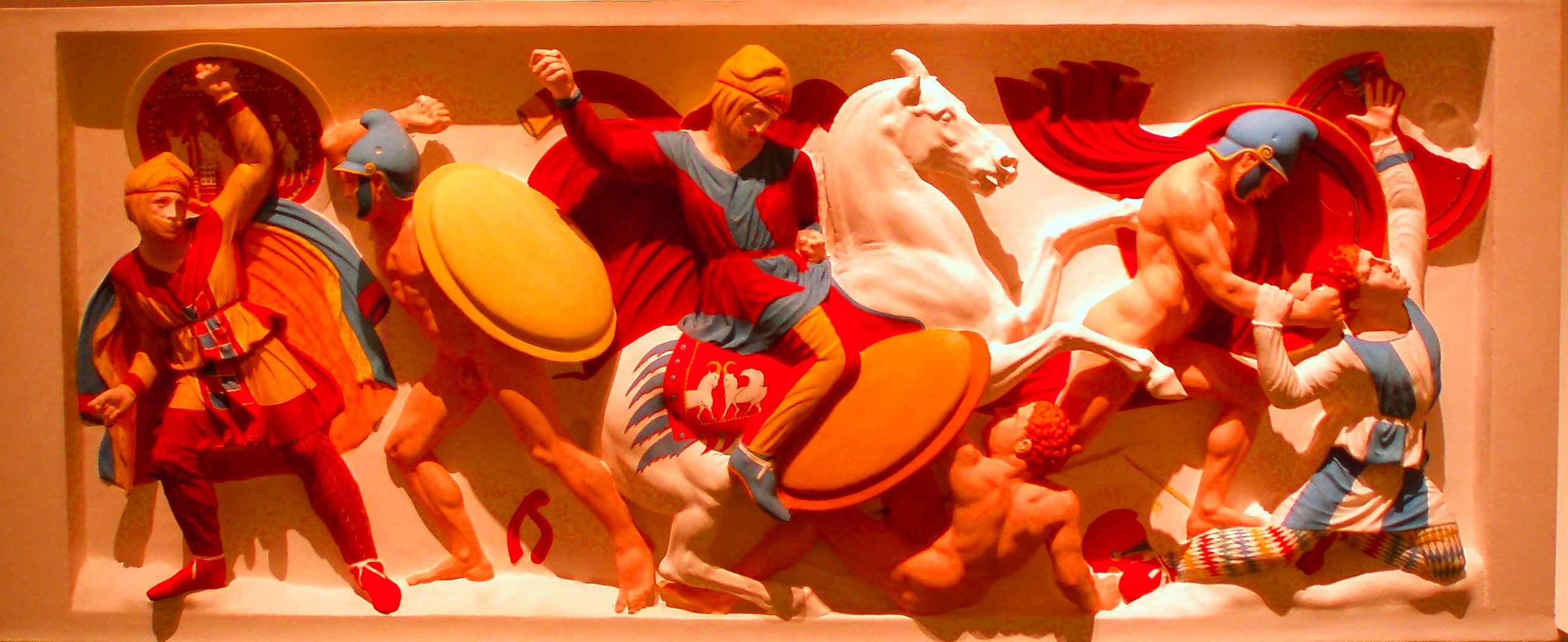
Ricostruzione a colori di uno dei lati corti del sarcofago.

Il sarcofago di Abdalonimo (Anche noto come sarcofago di Alessandro) è un sarcofago ellenistico del tardo IV secolo a.C. (datato solitamente al 310 a.C. circa), adornato con altorilievi intrisi di propaganda dinastica. L'opera è molto ben conservata ed è rinomata per gli alti contenuti estetici; ritrovata a Sidone, nel Libano attuale, ora è uno dei pezzi di maggior pregio dei musei archeologici di Istanbul.

## Scoperta e identificazione
Il sarcofago di Alessandro è uno dei quattro sarcofagi figurati, datati al V e IV secolo a.C., scoperti durante gli scavi effettuati da Osman Hamdi Bey e Yervant Voskan nel 1887 presso la necropoli di Sidone, all'interno di un ipogeo appartenuto probabilmente ad una famiglia principesca.
Dalla fine del XIX secolo l'opera è stata riconosciuta come il sarcofago di Abdalonimo, divenuto re di Sidone tra il 332 e il 333 a.C. Alessandro il Grande compare a cavallo all'estremità di una delle scene sui lati lunghi, che è stata interpretata come la battaglia di Isso; all'estremità opposta si è talvolta voluto vedere Antigono Monoftalmo. La scena di caccia rappresentata sul lato opposto sarebbe tesa all'esaltazione della riconciliazione greco-persiana e vedrebbe come protagonisti un re persiano attaccato da un leone e il figlio di Antigono, Demetrio Poliorcete, che accorre in sua difesa.

## Descrizione e stile
Il sarcofago è in marmo pentelico e conserva alcune minime tracce di policromia. La decorazione del coperchio a doppio spiovente deriva il proprio stile dalle coeve opere di toreutica e può trovare un confronto con i cofanetti metallici delle tombe macedoni a Verghina. Le scene figurate comprendono scene di guerra sui timpani del coperchio e scene di caccia e di guerra sui lati del cofano.
La qualità, già intrisa di classicismo, delle parti figurate rimanda ad originali pittorici più che scultorei.